# Авазбакеева
Авазбакеева (тат. Калмаклар, Калмаклы) — деревня в Ялуторовском районе Тюменской области. Входит в Асланинское сельское поселение.

## История
Основана в XVI—XVII вв.

## Общая физико-географическая характеристика
Часовой пояс
Авазбакеева, как и вся Тюменская область, находится в часовой зоне МСК+2. Смещение применяемого времени относительно UTC составляет +5:00.

## Население
| 2010 | 2014 |
| ---- | ---- |
| 205  | ↗278 |